# Bertiera viburnoides
Bertiera viburnoides är en måreväxtart som först beskrevs av Paul Carpenter Standley, och fick sitt nu gällande namn av Joseph Harold Kirkbride. Bertiera viburnoides ingår i släktet Bertiera och familjen måreväxter.
Artens utbredningsområde är Colombia. Inga underarter finns listade i Catalogue of Life.